# Basilio Martín Patino

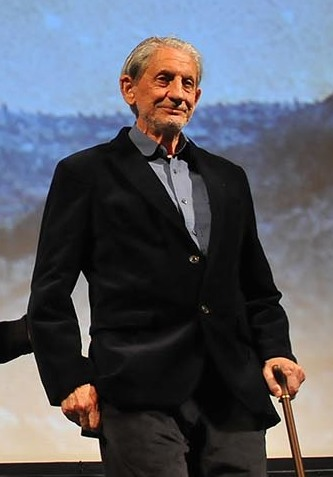
Basilio Martín Patino

Basilio Martín Patino (* 29. Oktober 1930 in Lumbrales, Provinz Salamanca; † 13. August 2017 in Madrid) war ein spanischer Filmregisseur, Drehbuchautor, Schauspieler, Filmproduzent und Filmautor.

## Leben
Basilio Martín Patino wurde 1930 in Lumbrales geboren. Sein Bruder ist der Priester José María Martín Patino. Er studierte Philosophie und Literatur an der Universität Salamanca. Er schloss 1961 sein Studium an der Filmschule Escuela Oficial de Cine en Madrid ab. 
Sein Debüt mit dem Spielfilm Nueve cartas a Berta (Neun Briefe an Bertha, 1966) mit Emilio Gutiérrez Caba und Elsa Baeza in den Hauptrollen gewann die Silberne Muschel beim San Sebastián International Film Festival. Der Film ist ein Schlüsselwerk des sogenannten „Neuen Spanischen Kinos“, musste jedoch drei Jahre auf seine kommerzielle Veröffentlichung warten.
1969 drehte er den von der Zensur verstümmelten „Del amor y otras soledades“ und 1971 „Canciones para después de una guerra“, eine einzigartige und bewegende kritische Radiographie der Nachkriegszeit, die ebenfalls fünf Jahre lang unter der Zensur litt.
Als Reaktion darauf drehte Martín Patino „Querídisimos verdugos“ (1973) und „Caudillo“ (1977) im Versteck. Caudillo ist ein Dokumentarfilm, der die militärische und politische Karriere von Francisco Franco und die wichtigsten Momente des spanischen Bürgerkriegs verfolgt. Es verwendet Filmmaterial von beiden Seiten des Krieges, Musik aus dieser Zeit und Voice-Over-Zeugnisse verschiedener Personen.
Mit dem Aufkommen der Demokratie gründete der Filmemacher seine Produktionsfirma La linterna mágica.

## Filmografie
- 1969: Historia de la vida de Blancanieves
- 1960: El noveno
- 1962: Torerillos, 61
- 1966: Nueve cartas a Berta
- 1969: Love and Other Solitudes
- 1968: Paseo por los letreros de Madrid
- 1971: Canciones para después de una guerra
- 1973: Queridísimos verdugos
- 1974: Caudillo
- 1980: Hombre y Ciudad
- 1980: Retablo de la Guerra Civil Española
- 1982: Inquisición y Libertad
- 1982: El Nacimiento de un Nuevo Mundo
- 1983: El Horizonte Ibérico
- 1983: La Nueva Ilustración Española
- 1985: Los paraísos perdidos
- 1987: Madrid
- 2002: Octavia
- 2004: Homenaje a Madrid
- 2005: Corredores de fondo
- 2005: Fiesta
- 2005: Capea
- 2012: Libre te quiero